# Désir fatal
Pour plus de détails, voir Fiche technique et Distribution.
Désir fatal (titre original : Inner Sanctum) est un thriller érotique américain sorti en 1991, avec pour vedettes Tanya Roberts, Margaux Hemingway, Joseph Bottoms et Valerie Wildman. Le film a été écrit par Mark Thomas McGee et réalisé par Fred Olen Ray.
Le film a été réalisé pour 650 000 $ et a eu beaucoup de succès, ce qui a conduit Ray à faire une série de thrillers érotiques.
« Quand j’ai fait Inner Sanctum, je ne savais pas vraiment ce qu’était un thriller érotique », a admis Ray plus tard. « J’ai regardé L'Orchidée sauvage, en accéléré, pour voir ce qu’on attendait de moi. »

## Synopsis
Jennifer Reed, l’héritière d’une énorme fortune, croit que son mari Baxter, un agent d’assurance de Los Angeles, lui est infidèle. Incapable de supporter cela, elle prend un tube entier de somnifères et tombe dans les escaliers.
Quelques semaines plus tard, Jennifer est maintenant en fauteuil roulant. Elle devient encore plus jalouse envers son mari parce qu’il ne passe pas de temps avec elle, accordant plus d’attention à l’infirmière Lynn Foster. Foster été autrefois responsable des soins à domicile d’une patiente. Après la mort mystérieuse de la patiente, l’infirmière Foster a épousé le veuf, qui est également décédé dans des circonstances mystérieuses.
Baxter tente de nouer une relation avec sa collègue Anna Rawlins, mais celle-ci ne partage pas ses sentiments. De plus, Baxter soupçonne qu’elle veut se débarrasser de sa femme. Jennifer découvre que quelqu’un a commencé à la suivre et son voisin soupçonne que c’est Lynn. Pour compliquer les choses, Jennifer est titulaire d’une police d'assurance-vie d’un million de dollars, prime qui ne sera pas payée en cas de suicide, seulement de meurtre.

## Distribution
- Tanya Roberts : Lynn Foster
- Margaux Hemingway : Anna Rawlins
- Joseph Bottoms : Baxter Reed
- Valerie Wildman : Jennifer Reed
- Brett Baxter Clark : Neil Semple
- Suzanne Ager : Maureen
- John Henry Richardson : Lieutenant Wanamaker
- William Butler : Jeff Seigel
- Ted Newsom : Sergent Levy[3]

## Suite
Le succès du film a conduit à une suite, Inner Sanctum II, en 1994, également réalisée par Fred Olen Ray. Elle met en vedettes Michael Nouri, Tracy Brooks Swope (dans le rôle de Jennifer Reed), Sandahl Bergman, David Warner et Margaux Hemingway (reprenant son rôle d’Anna Rawlins).

## Réception critique
Le film recueille un score d’audience de 16% sur Rotten Tomatoes.